# Thorbjørn Jagland

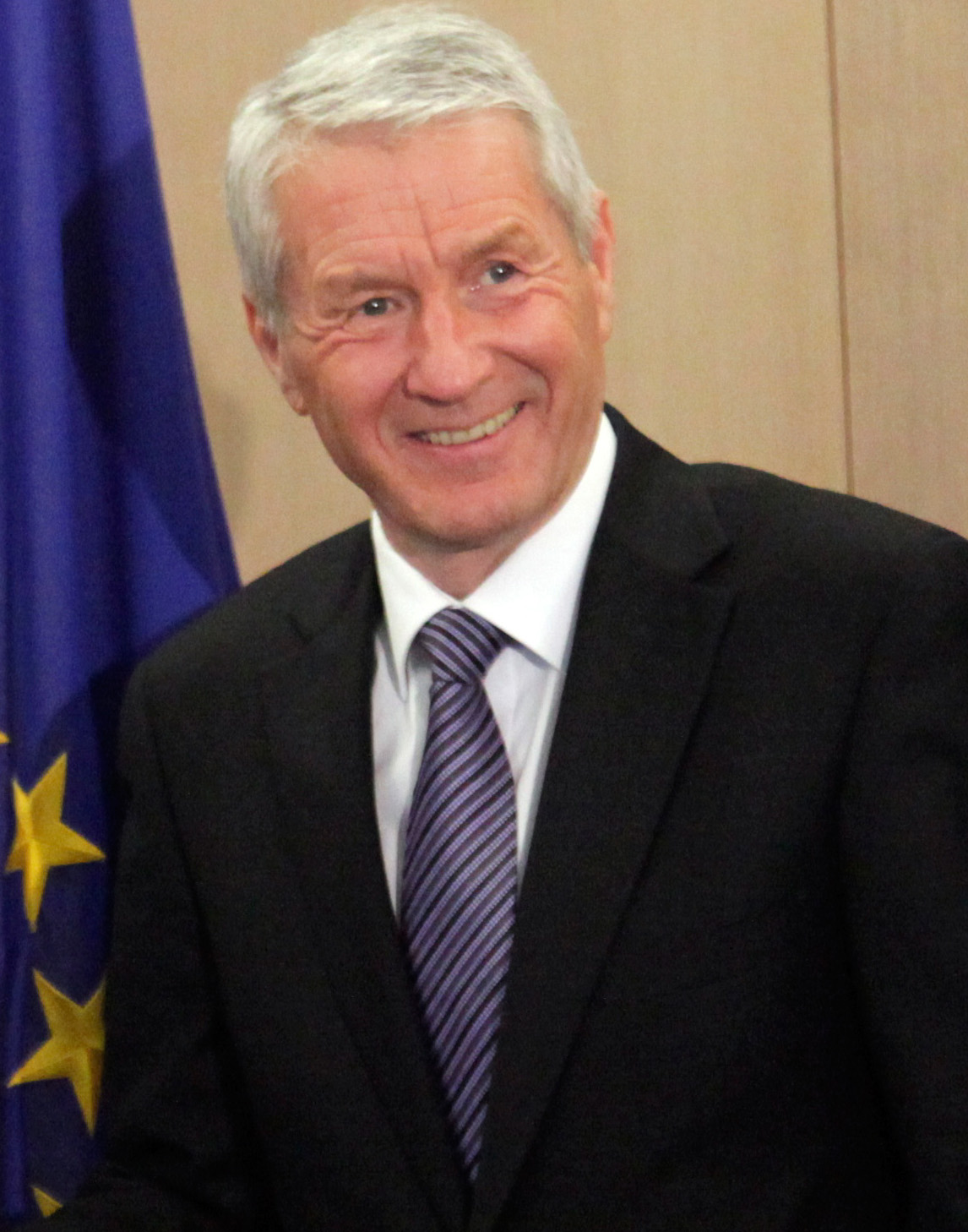
Thorbjørn Jagland (2007)

Thorbjørn Jagland (* 5. November 1950 in Drammen) ist ein norwegischer Politiker der sozialdemokratischen Arbeiderpartiet (Ap). Von 1992 bis 2002 diente er als Parteivorsitzender, von 1996 bis 2009 war er Abgeordneter im Storting, ab 2005 war er der Parlamentspräsident. Jagland war zwischen Oktober 1996 und Oktober 1997 der Ministerpräsident seines Landes und von März 2000 bis Oktober 2001 der Außenminister. In der Zeit von 2009 bis 2019 war er Generalsekretär des Europarates.

## Leben
Jagland studierte bis 1975 Sozialwirtschaft an der Universität Oslo. Anschließend saß er von 1975 bis 1983 im Fylkesting der damaligen Provinz Buskerud. In der Zeit von 1977 bis 1981 stand Jagland zudem der Jugendorganisation Arbeidernes Ungdomsfylking (AUF) vor.

### Parteivorsitzender und Storting-Abgeordneter
Im Jahr 1986 wurde er zum kommissarischen Parteisekretär der Arbeiderpartiet (damals Det norske Arbeiderparti) ernannt und im Jahr darauf übernahm er den Posten vollständig. Jagland hatte schließlich bis 1992 diesen Posten inne und wurde anschließend zum Parteivorsitzenden gewählt, nachdem sich Gro Harlem Brundtland von diesem Posten zurückzog.
Bei der Parlamentswahl 1993 zog Jagland erstmals in das norwegische Nationalparlament Storting ein. Dort vertrat er den Wahlkreis Buskerud und er wurde zunächst Mitglied im Ausschuss für Äußeres. Außerdem diente er als Fraktionsvorsitzender seiner Partei.

### Ministerpräsident
Am 25. Oktober 1996 wurde Thorbjørn Jagland zum Ministerpräsident von Norwegen (norwegisch: Statsminister) ernannt und er bildete das Kabinett Jagland. Er übernahm dabei das Amt von seiner Vorgängerin Gro Harlem Brundtland während der laufenden Legislaturperiode, nachdem diese ihren Rückzug bekannt gab. Jagland behielt den Posten bis zur Parlamentswahl 1997, woraus die bürgerliche Regierung Bondevik I hervorging. Jagland hatte zuvor sein Amt daran gebunden, dass die Arbeiderpartiet ein besseres Ergebnis als bei der Wahl 1993 erzielen sollte. Da er trotz eines aus Sicht der Partei guten Ergebnisses als Ministerpräsident zurücktrat und nicht die Minderheitsregierung weiterführte, kam es zu parteiinterner Kritik.

### Außenminister und Storting-Präsident
Nach seiner Amtszeit als Ministerpräsident kehrte Jagland als Abgeordneter in das Storting zurück und er wurde Vorsitzender im Außenausschuss und Fraktionsvorsitzender. Nachdem seine Partei bei der Kommunalwahl 1999 das schlechteste Ergebnis seit 75 Jahren erzielt hatte, stand er als Parteichef zunehmend in der Kritik. Im Februar 2000 gab er bekannt, nicht mehr der Ministerpräsidenschaftskandidat seiner Partei zu sein. Während der Legislaturperiode kam es schließlich zu einem Regierungswechsel und sein Parteikollege Jens Stoltenberg übernahm am 17. März 2000 den Posten als Ministerpräsident. Jagland übernahm daraufhin in der Regierung Stoltenberg I das Amt des Außenministers Norwegens. Die Regierung blieb bis zum 19. Oktober 2001 im Amt und wurde von der Regierung Bondevik II abgelöst.
Jagland kehrte daraufhin ins Parlament zurück und er wurde erneut der Vorsitzende des Außenausschusses und Mitglied im Fraktionsvorstand. Im November 2002 löste ihn Jens Stoltenberg als Parteivorsitzender nach einem längeren Führungsstreit ab. Stoltenberg erklärte in seiner Autobiografie aus dem Jahr 2016, dass es zuvor zu geheimen Treffen kam, in denen besprochen wurde, wie man Jagland aus dem Amt des Parteivorsitzenden entfernen könnte.
Im Anschluss an die Parlamentswahl 2005 wurde Thorbjørn Jagland zum Präsidenten des Stortings gewählt, was er den Rest der Legislaturperiode bis zum 30. September 2009 blieb. Er gab im Jahr 2008 bekannt, im Herbst 2009 nicht erneut um einen Sitz im Storting kandidieren zu wollen.

### Vorsitzender Nobelkomitee und Generalsekretär des Europarats
Im Januar 2009 wurde er Mitglied und Vorsitzender des Komitees zur Vergabe des Friedensnobelpreises. Am 29. September 2009 wurde er zudem von der Parlamentarischen Versammlung des Europarates zum Generalsekretär gewählt. Er setzte sich mit 165 zu 80 Stimmen bei 12 ungültigen Stimmen gegen seinen Mitbewerber, den ehemaligen polnischen Premierminister Włodzimierz Cimoszewicz, durch.
Am 9. Oktober 2009 teilte Jagland als Vorsitzender des Norwegischen Nobelkomitees mit, den amtierenden US-Präsidenten Barack Obama mit dem Friedensnobelpreis auszuzeichnen. Die Entscheidung stieß weltweit auf ein geteiltes und gedämpftes Echo. Durch eine Indiskretion wurde bekannt, dass es Jagland und seiner Parteikollegin Sissel Rønbeck erst nach langer Diskussion gelang, die drei anderen Juroren von ihrem Vorschlag zu überzeugen.
Am 25. Januar 2010 stellte er seinen politischen Reformplan für den Europarat vor und erklärte zu diesem Anlass, der Europarat könne „ein Leuchtturm für Europa sein, der Entwicklungen sorgfältig beobachtet und versucht, neue soziale und politische Krisen vorauszusehen“.
Während der Krise in der Ukraine 2014 vermittelte er gemeinsam mit dem Menschenrechtsbeauftragten Russlands Wladimir Lukin die Freilassung von sieben Militärbeobachtern aus EU-Ländern und fünf ukrainischen Soldaten, die am 25. April von Separatisten in Slowjansk unter dem Vorwurf der Spionage für die NATO festgesetzt worden waren.
Am 24. Juni 2014 wurde Jagland von der Parlamentarischen Versammlung des Europarats für fünf weitere Jahre im Amt bestätigt. Bei der Abstimmung erhielt er 156 Stimmen und setzte sich damit gegen seine Mitbewerberin, die frühere deutsche Justizministerin Sabine Leutheusser-Schnarrenberger, durch. Leutheusser-Schnarrenberger erhielt 93 Stimmen.
Als Generalsekretär des Europarates warb Jagland jahrelang für die Gründung eines Instituts für die Kunst und Kultur der Roma.
Nach jährlicher Wiederwahl hätte Jagland bis Ende 2015 als Vorsitzender des Nobelkomitees amtiert. Anfang März 2015 wurde jedoch ohne Angabe von Gründen bekannt, dass er als Vorsitzender abgewählt wurde, was für Aufsehen sorgte, da in der 115-jährigen Geschichte des Komitees noch nie ein Vorsitzender vor seinem Ausscheiden aus dem Komitee ersetzt worden war. Zwei Übergangsvorsitzende ausgenommen, bleibt Jagland somit als erster ehemaliger Vorsitzender weiter Mitglied im Komitee. Nach einer Bewegung des Norwegischen Parlaments nach rechts bei der Wahl 2013 war 2015 der Akademiker Henrik Syse, Sohn des ehemaligen konservativen Ministerpräsidenten Jan P. Syse, in das Komitee gewählt worden, sodass die konservative Politikerin und bisherige Stellvertreterin Kaci Kullmann Five, früher Ministerin unter Syse, vom Komitee zur neuen Vorsitzenden gewählt wurde. Jagland wurde von den Mitgliedern nur noch zum stellvertretenden Vorsitzenden gewählt.
Bei seiner Tätigkeit im Europarat galt Jagland als Fürsprecher der Rückholung Russlands, das man im Zuge der Besetzung der Krim 2014 ausgeschlossen hatte, und für die umstrittenen Zugeständnisse, die der Regierung von Präsident Wladimir Putin gemacht wurden, um im Sommer 2019 das Stimmrecht im Europarat wieder anzunehmen. Jaglands Amtszeit endete am 18. September 2019. Zu seiner Nachfolgerin wurde im Juni 2019 die kroatische Außenministerin Marija Pejčinović Burić gewählt.
Im Oktober 2020 wurde sein Buch Du skal eie det selv veröffentlicht, in welchem er unter anderem über die Auseinandersetzung mit Jens Stoltenberg in seiner Zeit als Ministerpräsident und Parteivorsitzender schilderte. Jagland erklärte, dass er wegen seiner hohen Stellungen davor nicht über diese Situation berichten wollte.

## Privates
Jagland ist mit der Journalistin Hanne Grotjord verheiratet, mit der er zwei Söhne hat.

## Auszeichnungen (Auszug)
- Großes Goldenes Ehrenzeichen am Bande für Verdienste um die Republik Österreich (2010)[20]
- Kommandeur der Ehrenlegion (2013)[21]
- Großkreuz des St. Agatha-Ordens
- Großoffizier des Sterns von Rumänien (2013)